# Nitin Sawhney

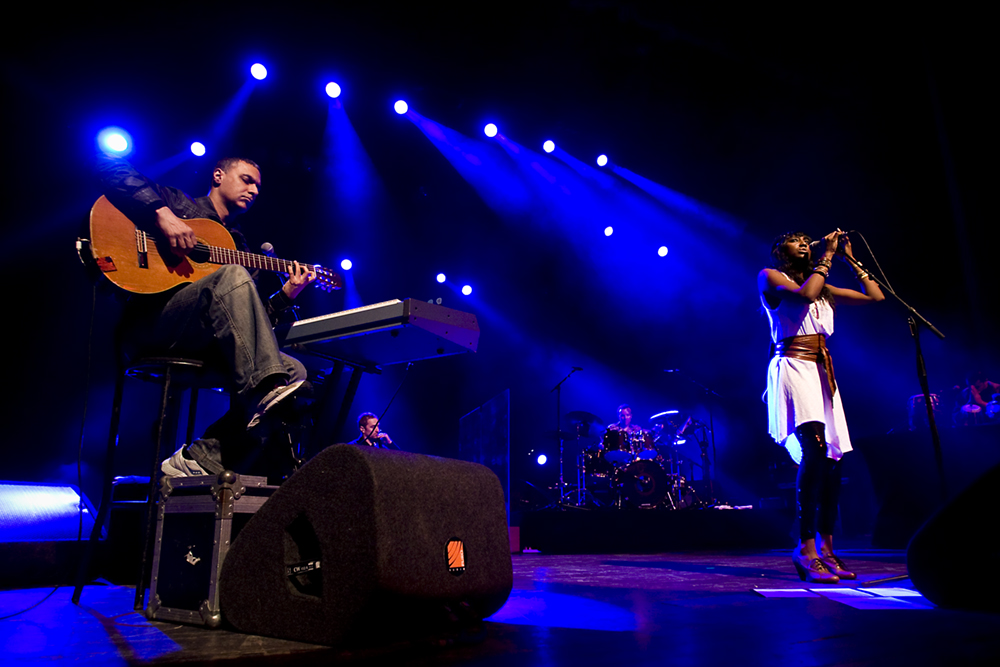
Nitin Sawhney (links) 2009 in Lissabon

Nitin Sawhney (* 12. Mai 1964 in Rochester/Kent, England) ist ein britischer Musiker indischer Herkunft sowie Komponist, DJ, Produzent und Remixer.

## Leben
Die Kindheit in Rochester, einer Hochburg der British National Front, war geprägt von Anfeindungen und Ausgrenzungen. Indem er Instrumente erlernte – Klavier, Konzert- und Flamenco-Gitarre, Sitar und Tabla – entzog er sich jenen Schrecknissen so weit es ging.
Ein Jurastudium an der University of Liverpool brach er ab. Dennoch nahm er etwas Wegbereitendes aus dieser Zeit mit, nämlich erste Band-Erfahrungen im James Taylor Quartet. Er gründete daraufhin seine erste eigene Band The Jazztones und dann mit dem Tabla-Spieler und Produzenten Talvin Singh die zweite, das Tihai Trio.
1986 begann er eine Ausbildung zum Buchhalter in Maidstone, der Hauptstadt der Grafschaft Kent, konnte diese aber nicht mit seinen musikalischen Nebenbeschäftigungen in Einklang bringen. 1988 zog er nach London, wo er sich zunächst mit Gelegenheitsjobs über Wasser hielt. Die Begegnung mit dem Schauspieler Sanjeer Bhaskar führte zur gemeinsamen Ausarbeitung und Verkörperung des Comedy-Duos „The Secret Asians“, welches die BBC ins Radio-Programm nahm, woraus wiederum eine BBC-Fernsehserie hervorging.
1993 startete er seine vielgesichtige Solo-Karriere, die es ihm nicht zuletzt auch aufgrund erhaltener Auszeichnungen ermöglichte, sich auf anderen Gebieten einzubringen, zum Beispiel als Schirmherr von Filmfestivals, als Drehbuchautor oder als Uni-Dozent. Ferner ist er als Komponist für Film und Fernsehen aktiv.
2018 wurde er in die Academy of Motion Picture Arts and Sciences berufen, die jährlich die Oscars vergibt.

## Musik
Seine Musik verbindet asiatische Klänge mit musikalischen Einflüssen aus aller Welt und bewegt sich zwischen Jazz, Soul und elektronischer Musik. Dabei arbeitet er mit unterschiedlichen Sängerinnen wie beispielsweise Natacha Atlas, Nina Miranda (vormals Smoke City), Rheena Bhardwaj oder Tina Grace zusammen. Die Themen, die er in seinen Songs verarbeitet, handeln von Multikulturalität, Spiritualität und Politik (u. a. den indischen Atomwaffentests).
Er schrieb Melodien für diverse Werbespots (u. a. Nike und Sephora), vertonte einige Fernseh-Dokumentationen und ist für den Soundtrack zu Mira Nairs Film The Namesake, das PlayStation-3-Spiel Heavenly Sword und das Videospiel Enslaved: Odyssey to the West verantwortlich.
Seine Leidenschaft zu Computerspielen findet sich im Albumtitel Philtre von 2005 wieder, denn er bezeichnet in Adventure-Games das „Lebenselixier“. Um Sequenzen für sein 2001er Album Prophesy einzusammeln, bereiste er vier Monate lang mehrere Kontinente. Sogar ein Interview mit Nelson Mandela verwertete er. Auf dem 2008er Album London Undersound kam es zu Kollaborationen mit anderen Musikern: Die Songs October Daze und Transmission sind eine (erneute) Zusammenarbeit mit Tina Grace (Gesang), der Song My Soul mit Ex-Beatle Paul McCartney und das ausgekoppelte Distant Dreams mit Roxanne Tataei.

## Diskografie

### Alben
| Jahr | Titel Musiklabel                | Höchstplatzierung, Gesamtwochen, AuszeichnungChartsChartplatzierungen (Jahr, Titel, Musiklabel, Platzierungen, Wochen, Auszeichnungen, Anmerkungen) | Anmerkungen |
| Jahr | Titel Musiklabel                | UK | Anmerkungen |
| ---- | ------------------------------- | --- | ----------- |
| 1999 | Beyond Skin Outcaste Records    | UK44 Gold · (2 Wo.)UK |             |
| 2001 | Prophesy V2/BMG                 | UK40 Silber · (2 Wo.)UK |             |
| 2003 | Human V2                        | UK54 (2 Wo.)UK |             |
| 2005 | Philtre V2                      | UK69 (2 Wo.)UK |             |
| 2008 | London Undersound Cooking Vinyl | UK68 (1 Wo.)UK |             |

### Weitere Alben
- Spirit Dance (1994) World Circuit
- Migration (1995) Outcaste Records
- Displacing the Priest (1996) Outcaste Records
- Introducing Nitin Sawhney (1999) Outcaste Records
- Last Days of Meaning (2011) Universal publishing
- Onezero (2013) Cherry Red Records
- Dystopian Dream (2015) Positiv-ID
- Water (Live) (2016) Deutsche Grammophon (Universal Music) mit Hélène Grimaud

### Kompilationen
- Essenchill (2002) V2
- All Mixed Up (2004) V2
- Fabric Live 15 (2004) Fabric
- In The Mind Of … (2007) District 6

### Singles
| Jahr | Titel Album     | Höchstplatzierung, Gesamtwochen, AuszeichnungChartsChartplatzierungen (Jahr, Titel, Album, Platzierungen, Wochen, Auszeichnungen, Anmerkungen) | Anmerkungen |
| Jahr | Titel Album     | UK | Anmerkungen |
| ---- | --------------- | --- | ----------- |
| 2001 | Sunset Prophesy | UK65 (1 Wo.)UK | feat. Eska  |
| 2003 | Rainfall Human  | UK94 (1 Wo.)UK | feat. Taio  |

## Filmografie (Auswahl)
- 2002: Ein Kind von Traurigkeit (Pure)
- 2006: Namesake – Zwei Welten, eine Reise (The Namesake)
- 2006: Blindsight (Dokumentarfilm)
- 2010: Human Planet (Dokumentationsserie)
- 2017: Solange ich atme (Breath)
- 2018: Mogli: Legende des Dschungels (Mowgli: Legend of the Jungle)
- 2021: The Colour Room
- 2022: What’s Love Got to Do with It?